# 沖縄統合医療学院
専門学校 沖縄統合医療学院（せんもんがっこうおきなわとうごういりょうがくいん、英称: Okinawa College of Integrative Medicine 略称: OCIM）は、沖縄県浦添市にある医療従事者養成施設である。
国家資格である柔道整復師、はり師、きゅう師、理学療法士、社会福祉士の国家試験受験資格を取得することができる。
施設の運営は学校法人松正学園が行っている。

## 沿革
- 2006年3月 - 有限責任中間法人柔道整復師振興育成会設立
- 2006年3月 - セルテック柔道整復師養成学院開校準備室設置
- 2007年2月 - 校舎（I号館）落成
- 2007年3月 - 第1及び第2柔道整復学科、厚生労働大臣より柔道整復師養成施設としての指定を受ける。
- 2007年4月 - セルテック柔道整復師養成学院開校 第1及び第2柔道整復学科 1期生入学式 挙行
- 2008年12月 - 新法施行[1] に伴い、有限責任中間法人柔道整復師振興育成会から一般社団法人柔道整復師振興育成会へと組織変更
- 2010年3月 - 第1及び第2柔道整復学科 第1期生 卒業
- 2010年4月 - 第1及び第2鍼灸学科設置に伴い、施設名を「沖縄統合医療学院」に変更
- 2011年2月 - 校舎（II号館）竣工
- 2011年3月 - 第1及び第2鍼灸学科、九州厚生局よりはり師きゅう師養成施設として認定を受ける。
- 2011年4月 - 第1及び第2鍼灸学科開設　1期生入学式 挙行
- 2011年7月 - 沖縄県浦添市伊祖5-4に学生寮「Peer Hills （ピアヒルズ）」竣工
- 2017年3月 - 学校法人、専修学校の沖縄県知事認可
- 2017年4月 - 一般社団法人柔道整復師振興育成会から学校法人松正学園へと組織変更
- 2017年4月 - 沖縄県知事認可に伴い、施設名を「専門学校 沖縄統合医療学院」に変更
- 2019年4月 - 理学療法学科、社会福祉学科を開設

## 所在地
- I号館：沖縄県浦添市伊祖4-1-19（柔道整復学科、鍼灸学科、法人本部）
- II号館：沖縄県浦添市伊祖4-9-8（理学療法学科、社会福祉学科）
- 学生寮：沖縄県浦添市伊祖5-4-17

## 学科
- 第1柔道整復学科（昼間部） - 3年制　定員30名
- 第2柔道整復学科（夜間部） - 3年制　定員30名
- 第1鍼灸学科（昼間部） - 3年制　定員30名
- 第2鍼灸学科（夜間部） - 3年制　定員30名
- 理学療法学科（昼間部） - 3年制　定員40名
- 社会福祉学科（夜間部） - 1年制　定員40名

## 取得資格
- 柔道整復師国家試験受験資格：柔道整復学科
- はり師国家試験・きゅう師国家試験受験資格：鍼灸学科
- 理学療法師国家試験受験資格：理学療法学科
- 社会福祉師国家試験受験資格：社会福祉学科